# Pindaro
Pindaro (in greco antico: Πίνδαρος?, Píndaros; Cinocefale, 518 a.C. circa – Argo, 438 a.C. circa) è stato un poeta greco antico, tra i maggiori esponenti della lirica corale.

## Biografia
Nacque attorno al 518 a.C., discendente della nobilissima famiglia dorica degli Egidi (Αἰγεῖδαι), provenienti da Sparta, e fondatori del culto gentilizio di Apollo Carneo, originaria della Beozia. Sarebbe stato un cantore dell'aristocrazia dell'epoca, allievo della poetessa Corinna e rivale di Mirtide di Antedone: poeta itinerante, viaggiò a lungo e visse presso sovrani e famiglie importanti, per le quali scrisse.
I componimenti di Pindaro sono organizzati in linea generale secondo lo schema seguente: l'occasione della vittoria e la celebrazione del vincitore; il racconto di un mito, variamente connesso con la stirpe dell'atleta vincitore o con il suo paese di origine; infine la riflessione etica (gnóme), che inquadra l'evento contingente in una meditazione più vasta intorno al destino dell'uomo.
Conformemente alla sua adesione all'etica aristocratica, Pindaro ritiene che l'areté (ossia il valore) sia innato nell'uomo, retaggio di sangue e di stirpe, non acquisibile con la disciplina o l'esercizio: del valore è espressione l'eroe del mito e, sul piano umano, l'atleta vincitore. Nel significato anche religioso che assume nella Grecia classica l'evento sportivo, la realtà umana si proietta sullo sfondo luminoso del divino, che il poeta intende liberare da ogni possibile contraddizione e contaminazione del male. Il mondo concettuale di Pindaro non si esprime in una tessitura di passaggi logici, ma si rivela in una serie di immagini concentrate e possenti, di impervia sublimità. Esse sono allineate talora senza precisi raccordi, secondo un gusto di trapassi repentini (di qui la qualifica, poi divenuta espressione comune e generica, di voli pindarici).
La lingua di Pindaro è, come in tutta la lirica corale, il dialetto dorico, intessuto di reminiscenze epiche e di forme eoliche.
L'imitazione di Pindaro nelle letterature moderne, sganciate dalla tradizione medievale,viene innescata dalla pubblicazione delle Odi, stampate nel 1511. Esse furono subito imitate in lingua italiana da Trissino, dall'Alamanni e da Antonio Minturno; in latino da Benedetto Lampridio - tutti autori accomunati dalla ricerca umanistica oltreché dalla traduzione e dall'interesse editoriale di testi classici.
Da Lampridio procedono le odi latine di Jean Dorat, che fu maestro di Ronsard; le poesie dell'Alamanni, passato alla corte di Francesco I, furono pubblicate in Francia; di qui l'interesse rinnovato per le innovative modalità liriche e metriche giunse alla Pléiade e alle odi pindariche di Ronsard (1550-52). Da questo, più che dai precursori italiani, mosse Gabriello Chiabrera; e la lirica grave e solenne di Alessandro Guidi, di Vincenzo da Filicaia, di Benedetto Menzini tentò più volte i modi pindarici.
Ricordiamo poi i 'metafisici' inglesi J. Dryden, J. Oldham e l'antesignano A. Cowley. La Germania, che aveva avuto ben presto dalla scuola di Melantone la traduzione latina, contò pure numerosi imitatori, a cominciare da M. Opitz, fino a J. C. Gottsched e a K. W. Ramler.
Il pindarismo francese vanta nel XVIII secolo il nome di P.-D. Écouchard-Lebrun, che fu detto Lebrun-Pindare; nella poesia spagnola, meritano ricordo le odi di Fernández de Moratín. All'imitazione, che troppe volte si riduce a uno studio di congegni metrici e formali, attraverso cui la finzione retorica dà l'illusione di sentimenti eroici, si viene ad aggiungere un pindarismo in senso più vago e più lato, che venne di volta in volta riconosciuto nelle espressioni più elevate della lirica moderna, da Goethe a Wordsworth, da Foscolo a Leopardi. Più diretta impronta delle odi di Pindaro si osserva, fra i poeti tedeschi, in Hölderlin e Von Platen; fra gli inglesi, in Coventry Patmore.
Pindaro trascorse, in effetti, diversi anni in Sicilia, in particolare a Siracusa e ad Agrigento, presso i tiranni Gerone e Terone. Fu appunto in Sicilia che incontrò altri due celebri poeti greci Simonide di Ceo e Bacchilide, suoi rivali nella composizione. In forma maggiore rispetto a questi, Pindaro - di spirito religioso e profondamente devoto alle tradizioni aristocratiche - infuse nella sua opera quella concezione religiosa e morale della vita che gli permise - è il parere di molti critici - di mettersi alla pari, nei versi che scriveva, con l'eroe celebrato, anche nel caso si trattasse di un potente tiranno: il senso di questa operazione era che, mettendo in luce - immortalandola, appunto - l'impresa dell'eroe, il poeta poteva educare le nuove generazioni perpetuando gli antichi valori grazie alla forza della conoscenza data dagli scritti (in greco γνώμη).
Secondo le fonti, Pindaro, anche se, su commissione, accettò di dedicare ad Atene un carme; andando infine ad Argo, vi morì attorno al 438 a.C., reclinando il capo sulla spalla dell'amato Teosseno.
La grandezza di Pindaro è testimoniata anche da un aneddoto di età ellenistica: si narra che, quando nel 335 a.C. Tebe fu rasa al suolo, Alessandro Magno ordinò che venisse salvata soltanto la casa in cui si diceva fosse vissuto il poeta in onore al significato che i versi di Pindaro avevano per il popolo greco e che ai suoi discendenti fosse risparmiata la riduzione in schiavitù, destino che toccò invece alla stragrande maggioranza dei Tebani sconfitti.
Poi le conseguenze della politica familiare degli Egidi (Αἰγεῖδαι), sostenitrice del potere spartano assieme agli Alcmeonidi, gli rese difficile la permanenza in Grecia: molte comunità greche non parteciparono alle guerre contro la Persia iniziate nel 490 a.C.e tra di loro i Greci di Delfi e di Tebe (in Beozia, la terra natale di Pindaro). È un periodo di grandi epurazioni politiche; si succedono fatti come la prigionia e morte di Milziade e l'esilio, non definitivo, di Aristide da Atene dopo la sconfitta di Maratona. La neutralità della Beozia nocque all'immagine di Pindaro, e il poeta se ne avvide dopo l'infuocato 480 a.C., anno di decisivi scontri armati per terra e per mare, dalle Termopili a Imera in Sicilia, per diverse cause. La vittoriosa Atene non trova facile conforto alle distruzioni subite; il canto sublime di Pindaro che celebra la alleanza (che si rivelerà vincente tra Atene e Sparta) frutta comunque al poeta la stima e la protezione dei governanti ma non la serenità necessaria per decidere di rimanere coi vincenti. Pindaro decise di lasciare Atene (città in pieno riarmo navale con Temistocle) nel 476, quarantenne, nel pieno della sua maturità poetica, della quale con raffinata abitudine godette Terone, a capo della città di Agrigento, ascoltando epinici e treni a lui dedicati dal poeta. Altri epinici vennero composti per Gerone, a Siracusa, e per Senocrate di Agrigento.
Vi fu una lotta a suon di versi per dividere i favori delle corti cogli altri grandi lirici Bacchilide e Simonide di Ceo. Si confronti il componimento di Pindaro per Gerone con quello composto da Bacchilide: a Gerone per i cavalli d'Olimpia.

## Opere
La copiosa opera poetica di Pindaro – raccolta dai filologi alessandrini in diciassette libri – è giunta a noi in maniera parziale. La tradizione medievale ha conservato integralmente solo i quattro libri di epinici comprendenti le 14 Olimpiche, 12 Pitiche, 11 Nemee, 8 Istmiche. Restano inoltre diversi frammenti delle altre opere, quali peani, iporchemi, encomi, due libri di ditirambi, canti funebri, prosodi, partenii.

### Olimpiche
Questi componimenti furono scritti per i vincitori dei giochi in onore di Zeus:
- Olimpica I: Per Ierone di Siracusa vincitore nella gara del corsiero (celete);
- Olimpica II: A Terone di Agrigento vincitore nella corsa dei carri;
- Olimpica III: Ancora per Terone di Agrigento vincitore col carro in occasione delle Teoxenie;
- Olimpica IV:  A Psaumida di Kamarina vincitore con i cavalli;
- Olimpica V: Allo stesso Psaumida vincitore colla quadriga, col carro da mule e nella gara del corsiero;
- Olimpica VI: Per Agesia di Siracusa vincitore con il carro da mule;
- Olimpica VII: Per Diagora di Rodi pugile;
- Olimpica VIII: Ad Alcimedonte di Egina giovine lottatore;
- Olimpica IX: A Efarmosto d'Opunte lottatore;
- Olimpica X: Ad Agesidamo di Locri Epizefirio fanciullo pugile;
- Olimpica XI: Allo stesso Agesidamo Epizefirio fanciullo pugile;
- Olimpica XII: A Ergotele imerese vincitore nello stadio lungo;
- Olimpica XIII: A Senofonte di Corinto, corridore dello stadio, vincitore nella corsa e nel pentatlo;
- Olimpica XIV: A Asopico di Orcomeno vincitore nello stadio.

### Pitiche
Tali odi furono dedicate ai giochi per Apollo:
- Pitica I: Per Gerone di Etna vincitore nella corsa dei carri;
- Pitica II: Per Gerone di Siracusa vincitore con il carro;
- Pitica III: Per Gerone di Siracusa vincitore con il corsiero;
- Pitica IV: Per Arcesilao di Cirene vincitore nella corsa dei carri;[9]
- Pitica V: Per Arcesilao di Cirene vincitore con il carro;
- Pitica VI: A Senocrate di Agrigento vincitore con il carro;
- Pitica VII: Per Megacle di Atene, vincitore con la quadriga;
- Pitica VIII: Ad Aristomene di Egina lottatore;
- Pitica IX: Per Telesicrate di Cirene vincitore alla corsa con le armi;
- Pitica X: A Ippocle Tessalo fanciullo vincitore nella doppia corsa;
- Pitica XI: A Trasideo Tebano fanciullo vincitore nello stadio;
- Pitica XII: A Mida di Agrigento auleta.

### Nemee
Queste odi furono scritte per i giochi omonimi:
- Nemea I: A Cromio Siracusano vincitore nella corsa con i cavalli (kròmio Aitnàio Ippòis);
- Nemea II: A Timodemo Acarnese vincitore nel pancrazio;
- Nemea III: Per Aristoclide Egineta vincitore nel pancrazio;
- Nemea IV: A Timasarco Egineta fanciullo lottatore;
- Nemea V: A Pitea Egineta vincitore nel pancrazio;
- Nemea VI: Ad Alcimida Egineta lottatore fanciullo;
- Nemea VII: A Sogene Egineta fanciullo vincitore nel pentatlo;
- Nemea VIII: A Dinide Egineta vincitore nello stadio;
- Nemea IX: A Cromio Etneo vincitore col carro;
- Nemea X: A Teeo d'Argo vincitore nella lotta;
- Nemea XI: Ad Aristagora di Tenedo pritane.

### Istmiche
Epinici per i giochi dedicati a Poseidone:
- Istmica I: Per Erodoto Tebano vincitore col carro;
- Istmica II: Per Senocrate di Agrigento vincitore con il carro;
- Istmica III: A Melisso Tebano vincitore coi cavalli e nel pancrazio;
- Istmica IV: Allo stesso Melisso Tebano vincitore con i cavalli;
- Istmica V: A Filicida d'Egina vincitore nel pancrazio;
- Istmica VI: Ancora per Filicida d'Egina vincitore nel pancrazio;
- Istmica VII: A Strepsiade di Tebe vincitore nel pancrazio;
- Istmica VIII: A Cleandro d'Egina vincitore nel pancrazio.

## Il mondo poetico e concettuale di Pindaro
Negli Epinici, Pindaro cantò le vittorie della gioventù aristocratica dorica - cui egli stesso apparteneva - ai giochi panellenici, che a cadenze fisse si tenevano a Olimpia (ed erano, questi, in onore di Zeus perciò i più importanti: appunto gli agoni olimpici), Delfi (Giochi pitici), a Nemea nel Peloponneso (Giochi nemei) e sull'Istmo di Corinto (Giochi istmici).
Celebrando le competizioni agonistiche del suo tempo – articolate per lo più in tornei di lotta, pugilato, corse a piedi, a cavallo o su carri tirati da cavalli – alzò alte lodi ad Olimpia in versi rimasti memorabili:
(Olimpica I, 1)
Cantando i modelli di un ideale umano del quale l'eccellenza atletica era solo una manifestazione, Pindaro dava conto, sicuramente con consapevolezza, di uno dei principali canoni dell'etica greca, quello che coniugava bellezza e bontà, prestanza fisica e sviluppo intellettuale: in fondo, i valori di quell'educazione aristocratica alla quale egli stesso era stato formato. Nonostante la poesia da lui prodotta sia su commissione, è evidente che il prodotto sia comunque congeniale al suo credo e quindi non si possa definire una poesia "venale".
Interprete e mentore, quindi, della coscienza della grecità classica fusa in un'unica identità culturale interna alla costante presenza del mito come garanzia storica, Pindaro viene ancor oggi ricordato attraverso un motto diventato celebre, riferito, appunto, ai suoi "voli poetici" (i "voli pindarici", appunto), vale a dire quella proverbiale capacità di dare vita a momenti narrativi ricchi di passaggi e scarti improvvisi che se apparentemente poco curanti di una necessaria coesione logica arricchiscono il testo di una particolare carica di tensione. Innalzando, inoltre, a livello sacrale la vittoria, paragonava il vincitore al dio stesso.
Per il poeta latino Orazio, la poesia di Pindaro è da considerarsi inimitabile, e nonostante in epoca moderna alcuni critici abbiano tentato di ridimensionarne la figura, tacciandolo di eccessiva adulazione nei confronti di coloro per i quali i versi erano stati scritti, risulta temerario negare l'oggettiva grandezza di una lirica che quasi in ogni sua parte tende al sublime e le cui immagini potentissime l'hanno giustamente fatta preferire a quella del pur impeccabile Bacchilide.